# صلصة البشاميل
صلصة البشاميل (بالفرنسية: Béchamel)‏ والمعروفة أيضًا باسم الصلصة البيضاء، وهي تتكون من خليط من الزبدة والطحين مع الحليب. ترجع صلصة البشاميل في أصلها إلى المطبخ الفرنسي، حيث تستخدم كقاعدة وأساس للصلصات الأُخرى كصلصة مورناي (صلصة بشاميل مع الجبن).

## المنشأ
كان بشاميل خبيراً مالياً، يشغل منصب شرفي كرئيس الخدم للويس الرابع عشر. ظهرت صلصة البشاميل لأول مرة عام 1651 وكانت تحمل اسم عائلته وتم نشرها من قبل فرانسوا بيير لا فارين (1615-1678). كانت الصلصة في الأَساس عبارة عن صلصة بيضاء اللون مضاف إليها كميات كبيرة من الكريما. وقد ذكرت صلصة البشاميل في مرجع سولنييه للطبخ، حيث ذكر وصفة واحدة لها على النحو التالي: «خليط مبلل أبيض من الطحين والزبدة مع الحليب والملح والقرنفل بالإضافة إلى البصل، ويتم طهيه لمدة 20 دقيقة».

## التحضير
يحضر البشاميل تقليدياً عن طريق إذابة كمية من الزبدة في وِعاء، ومن ثم يتم إضافة الطَحين إليها، ويتم إنضاج الطعام على درجة حرارة هادئة مع التحريك إلى أن يتغير لونه قليلاً، ومن ثم يتم إضافة الحليب بشكل تدريجي، مع الاستمرار بتحريك المزيج حتى يتكاثف حجم الصلصة، وبعد غليان المزيج وتناسقه يتم إضافة الجبن، وبعد أن تنضج يتم رفعها عن النار، وإضافة الفلفل الأبيض مع الملح بكميات تعتمد على الرغبة الشخصية، وفي المطبخ الإيطالي يتم إضافة جوز الطيب حسب الرغبة الشخصية، ثم يتم تركها حتى تبرد.
كما تتوفر خلطة البشاميل في ظروف سريعة التحضير كمنتجات طبخ لتسهيل الطبخ، حيث يتم إضافة الحليب فقط لمحتوى الظرف ويتم تحريك الخليط على النار حتى يتماسك.

## الاستخدم

### صلصة

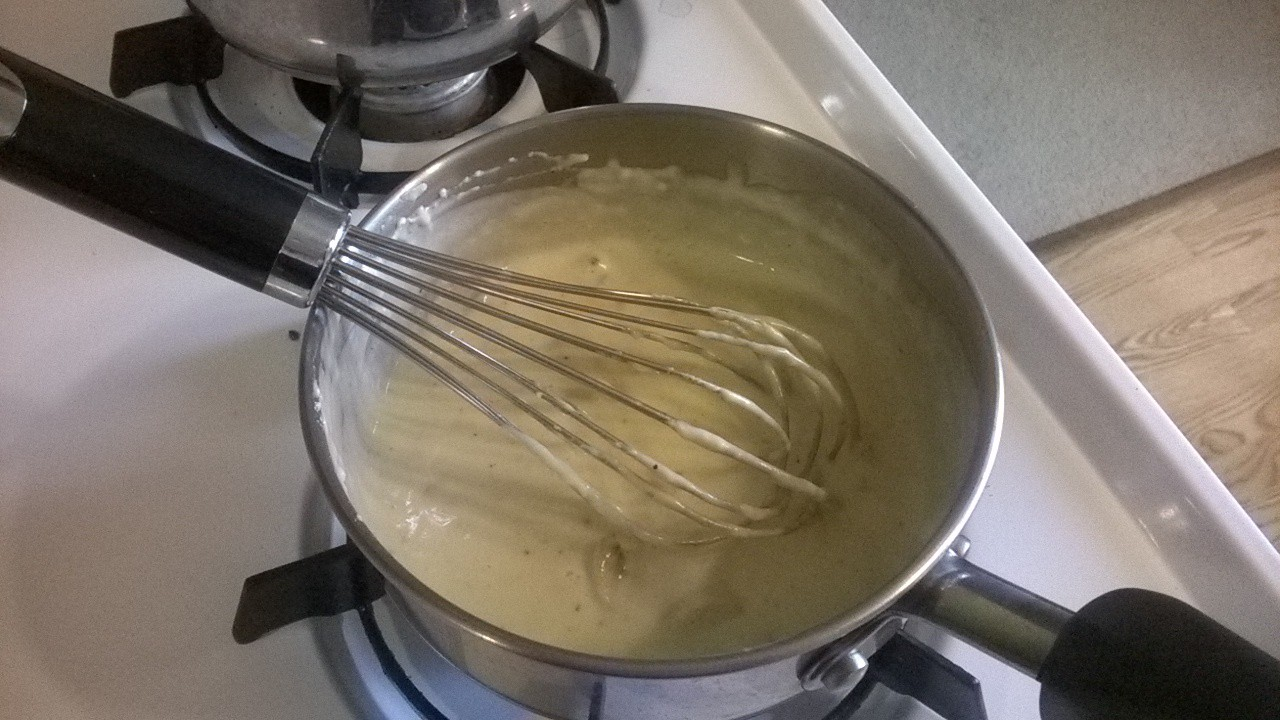
صَلصة المَشروم بالبشاميل

تُعتبر صَلصة البَشاميل كقاعدة رئيسية وأساس للكَثير من الصَلصات التَقليدية الأُخرى، مِثل:
- صَلصة مورناي (جُبن).
- صلصة الاستكوزا (جراد البحر، زبدة،قشطة).
- صَلصة الكريما.
- صلصة الخردل.
- صلصلة البصل.
- صلصة الشدر.

### الأطباق
هُناك بعض الأطباق التي يُضاف إلى صلصة البَشاميل بِشكل أساسي، مِثل:
- القَرنبيط بالجُبنة (Cauliflower cheese).
- كروك موسيو (Croque Monsieur).
- كروكيت (Croquette) وهيَ كُبة لحم أو سَمك.
- فطيرة السَمك (Fish pie).
- لازانيا (Lasagne).

## وصلات خارجية
- تاريخ صَلصة البَشاميل وأساطيرُها.